# Торбан
Торба́н, то́рбан, або тео́рбан — народний струнний щипковий музичний інструмент (30–40 струн), із родини лютневих, близький до теорби, від якої відрізняється додатковими приструнками, як на бандурі. Був поширений із першої половини XVIII до початку XX століття в Україні, Польщі і Росії. Так звана «панська бандура» зовнішньо подібна на торбан, але відмінна від нього технікою гри.

## Конструкція та зовнішній вигляд
Зовнішньо торбан дуже нагадує німецьку лютню-теорбу, тільки з приструнками. Досить імовірно, що лютня-теорба, яка була завезена італійськими музикантами до Польщі (за О. Фамінциним), потрапила до рук придворних музик українського походження.  Винахідником торбана був ченець паулит на прізвище Tuliglowski, з Ясногорського монастиря.  Відомі зображення т. зв. «польських» та «українських» торбанів — настільки схожі між собою, що класифікувати їх за етнічною приналежністю зовсім недоцільно.
Традиційно корпус торбана виготовляли з клепок, подібно до лютні, на відміну від панскої бандури та народної, корпус якиїх робили довбаними з суцільного масива дерева.

## Відомі торбаністи

Торбан Тараса Шевченка (реставрований Олександром Шльончиком)

Поміж українських торбаністів відомі І. Кошовий з Полтави, придворний музикант В.Ржевуського — Григорій Відорт, його син Каєтан (придворний торбаніст Санґушків) і онук Франц Відорт, Мауриціуш Драпацький, Томаш Падура, Комарницький, декілька Розумовських, І. Александров, В. Сварог.
У травні 2006 року у варшавській Національній Бібліотеці був знайдений манускрипт торбанових пісень Томаша Падури та його друковане видання 1844 року («Ukrainky»).
Причиною розповсюдження цього музичного інструменту різноетнічними регіонами однієї тоді держави було наслідування польською та українською шляхтою модних світських звичаїв, що існували при королівському дворі. Так, наприклад, існує досить розповсюджена легенда, за якою майбутній гетьман Іван Мазепа, перебуваючи у молоді роки при дворі польського короля і там оволодівши грою на торбані, зберіг любов до нього протягом усього подальшого життя в Україні. Але торбан Мазепи імовірно був лютнею, бо торбан з приструнками з'явився вже після смерті Мазепи.
На торбані, за переказами, грав Тарас Шевченко.

## Відродженням інтересу до торбана
Відродженням інтересу до цієї пам'ятки музичної культури потрібно завдячувати О. Русову за опис родоводу торбаністів: Грегора, Каетана, Франца Відортів. Та М. Лисенкові за фіксацію інструменту, прийомів та способу гри на ньому, нотний запис творів. У кінці XX ст. відбулася перша невдала спроба реконструкції цього музичного інструмента М. Будником та А. Пасічним, а слідом і способу гри В. Кушпетом. Врешті вдалося озвучити твори XVIII ст., успадковані від діда останнім музикантом з плеяди Відортів — Францом.
Один з львівських етно-гуртів було названо на честь цього музичного інструмента — "Torban".

## Стрій торбана
На другому грифі 6 басових струн, що звуться втори. Вони настроєні в октаву попарно. F0 F1, G0 G1, Bb0 Bb1 від найнижчої до найвищої струни.
Наступні 8 струн розташовані вздовж першого грифу і звуться байорки. Їх стрій такоєж попарний D1 D2, C1 C2, F1 F2, Bb1 Bb2 від найнижчої до найвищої струни..
Далі йдуть струни, що звуться верхнє. Їх стрій C2, F2, A2, C3 від найнижчої до найвищої струни.
Приструнки — найтонші струни, розташовані, як на бандурі, кількістю 12-13 струн по гаммі Фа мажор від F3 до D5 від найнижчої до найвищої струни (взято 13-струнний варіант).

## Способи гри
У способах гри на торбані проглядається процес еволюції українського музичного інструментарію (від лютнеподібної кобзи до гарфоподібної бандури). На жаль, невідповідність сучасної хореографії її етнографічним першоджерелам не дозволяє довести процес реконструкції до кінця та відродити танцювальні рухи («14 фігур козака, між якими були і вприсяди»), які за твердженням Ф. Відорта були обов'язковими під час гри та співу торбаністів. Та навіть озвучення кількох автентичних нотних зразків на відповідному музичному інструменті дозволяє уявити виконавську естетику одного з жанрів світської музичної культури кінця XVII — початку XIX ст. в Україні.

## Підручники
- Кушпет В. Г. — «Самонавчитель гри на старосвітських музичних інструментах — Кобза О. Вересая, бандура Г. Ткаченка, торбан Ф. Відорта» (Київ 1997)
- Кушпет В. Г.  Школа реконструкції виконавської традиції: ліра, кобза, торбан, бандура, спів (К. 2016)